# Théâtre Louvois

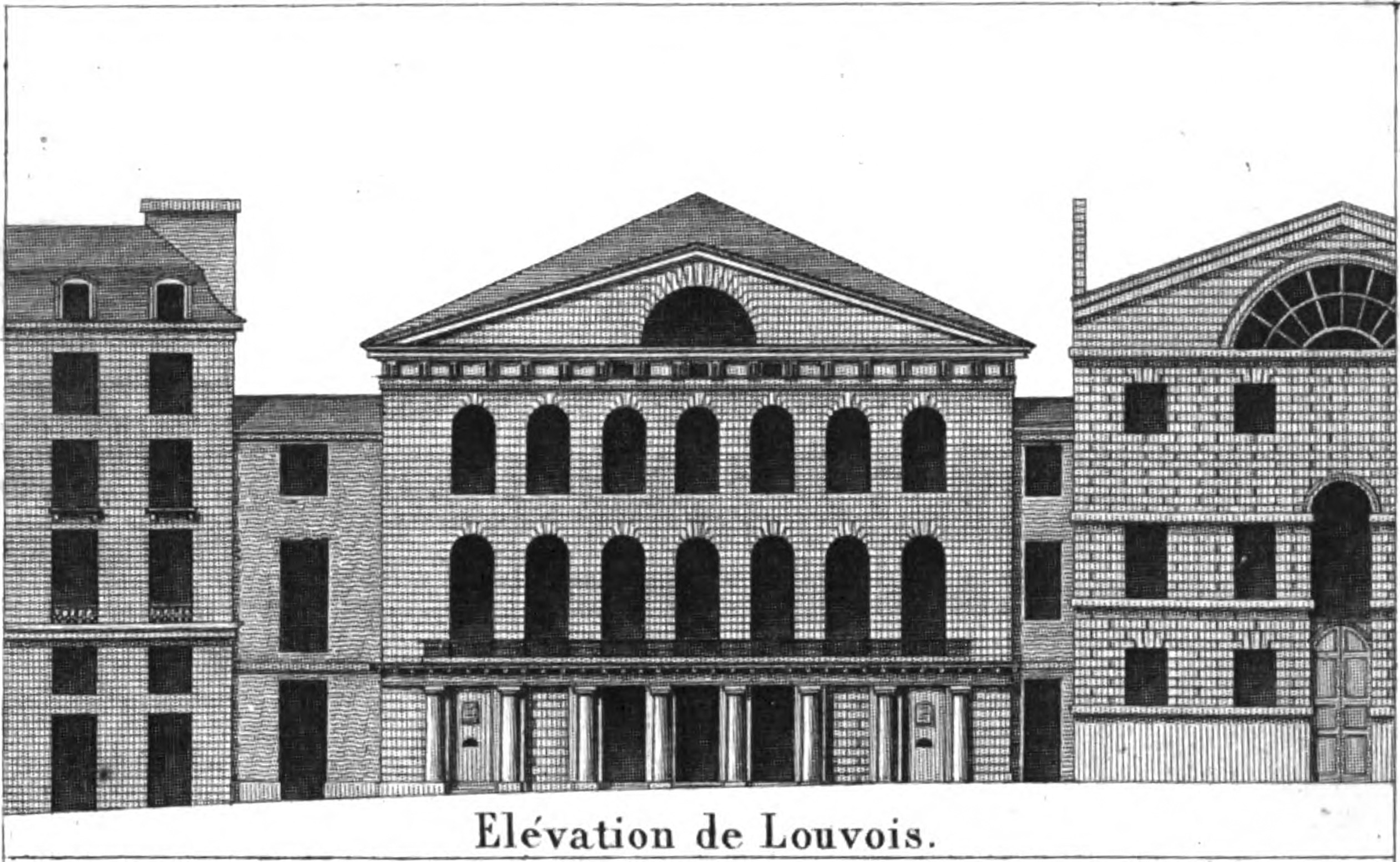
Facciata del teatro nel 1821

Il Théâtre Louvois o Salle Louvois era un teatro ubicato nell'attuale 8 rue de Louvois nel II arrondissement di Parigi. Inaugurato nel 1791 e chiuso nel 1825, venne utilizzato dal Théâtre-Italien dal 20 marzo 1819 all'8 novembre 1825. Gioachino Rossini ne divenne direttore musicale il 1º dicembre 1824.

## Storia
- 1791: costruito da Francescal su progetto di Alexandre-Théodore Brongniart; inaugurato il 16 agosto; noto come Théâtre de Louvois o Théâtre de la rue de Louvois, sotto la direzione di Michel-André Delomel[3]
- 1794-1796: noto come Théâtre des Amis de la Patrie[4]
- 1796: direzione di Mlle Raucourt, come Théâtre Français de la rue de Louvois[3]
- 1798: direzione di César Ribié, come Théâtre d'Émulation[3]
- 1799: usato dalla compagnia del Théâtre de l'Odéon sotto la direzione di Louis-Benoît Picard[5]
- 1799-1801: noto come Théâtre des Troubadours[6]
- 1801-1808: nuovamente usato dalla compagnia del Théâtre de l'Odéon sotto Picard e poi Alexandre Duval[7]
- 1804: noto come Théâtre de l'Impératrice fino al giugno 1808, quando la compagnia tornò al Nuovo Odéon[8]
- 1807: acquisito dallo Stato nel dicembre per gli spettacoli dell'Opéra per prove e concerti, compresi alcuni Concert Spirituel[9]
- 1808: chiuso per ordine di Napoleone venne utilizzato da deposito per l'Opéra, all'epoca insediata al Théâtre des Arts ubicato dall'alra parte della rue de Louvois; i due teatri erano collegati da un ponte in ferro che scavalcava rue Louvois
- 1811-1812: venne costruito un locale per il deposito degli scenari[9]
- 1819-1825: sala principale del Théâtre-Italien[10]
- 1820: dopo la chiusara della Salle Favart, il teatro venne usato per due rappresentazioni[11] dall'Opéra, mentre era in attesa del completamento del Théâtre Le Peletier[12]
- 1825: chiusura del teatro
- 1827: ordine di rimozione del deposito degli scenari[13]
- 1899: demolizione.